# Corbières (rivière)
Pour les articles homonymes, voir Corbières.
Les Corbières est une rivière française qui coule dans le département de l'Hérault et qui est un affluent gauche de l'Hérault. 

## Géographie

### Communes et cantons traversés
Dans le seul département de l'Hérault, les Corbières traverse les trois communes suivantes, de l'amont vers l'aval, Argelliers (source), Puéchabon, Aniane (confluence).

### Bassin versant
Les Corbièges traverse une seule zone hydrographique « L'Hérault du Verdus à la Lergue » (Y214) de ?km2 de superficie.

### Organisme gestionnaire
L'organisme gestionnaire est le SMBFH ou Syndicat mixte du bassin du fleuve Hérault, créé en 2009 et sis à Clermont-l'Hérault